# Freden i Värälä
Freden i Värälä slöts mellan Sverige och Ryssland 14 augusti 1790, och trädde i kraft den 19 augusti 1790, i Värälä by, Elimä socken vid mynningen av Kymmene älv i Kymmenedalen, Finland.

## Bakgrund
Gustav III:s ryska krig hade pågått sedan 1788. Från april 1789 hade strider böljat av och an genom Värälä, mellan de svenska och ryska styrkorna. Svenskarna leddes först av Carl Gustaf Armfeldt, senare tidvis av kungen själv.
Den 21 maj 1790 besattes det dagen förut av ryssarna, efter deras nederlag under slaget vid Keltis baracker, brända Värälä, under generalmajor Pauli, som intog ett befäst läger vid det strax i väster liggande Kungsberget. På Värälä slätt, mellan båda lägrens förposter, slöts alltså 14 augusti 1790 den fred, som ändade 1788–1790 års krig mellan kusinerna Gustav III och Katarina II. Freden ratificerades på slottet Tsarskoje Selo, utanför Sankt Petersburg, den sjuttonde, och i svenska lägret vid Värälä 19 augusti. Svensk underhandlare var Gustaf Mauritz Armfelt, rysk var Otto Henrik Igelström.
Den svenska segern i slaget vid Svensksund hade säkrat grunden för fredsslutet, i synnerhet som Katarina II hade andra politiska bekymmer i Europa, bland annat med det Osmanska riket med vilket Ryssland var i krig åren 1787–1792. Genom freden säkrades allt på samma fot som i freden i Åbo 1743; ingendera hade vare sig vunnit eller förlorat markområden. Dessutom försäkrades att Ryssland fortsättningsvis skulle avhålla sig från all inblandning i Sveriges inre angelägenheter. Ryssland hade erhållit denna rätt genom Freden i Nystad 1721. Efter Gustav III:s övertagande av regeringsmakten, genom Gustav III:s statskupp 1772 hade denna rätt betraktats som en tom bokstav, men freden i Värälä bekräftade formellt Sveriges fulla suveränitet.
Gustaf III skriver den 15 augusti 1790 till Evert Vilhelm Taube:
| ”                                      | ...att fred mellan mig och Kejsarinnan undertecknades idag kl. 3.30 på eftermiddagen här i Värälä mellan de två lägren på en slätt belägen mitt emellan våra förposteringar. Det kommer att hållas hemligt till dess ratifikationsinstrumenten utväxlats, vilket kommer att ske, tror jag, torsdagen den 19 augusti. Av det datum som fastställts för denna utväxling, kan Ni förstå, i vilket förhållande vi står till varandra. Kejsarinnan och jag. Jag kan inte säga någonting om villkoren, som är ganska enkla och obetydliga, men det väsentliga är, att Åbo- och Nystad-fördragen inte nämns, och det med avsikt och i endräkt, och därför har Rysslands alla anspråk på att blanda sig i våra inre angelägenheter fullständigt försvunnit. | „ |
| – Lägret i Värälä den 15 augusti 1790. | |   |

Man kan av kungens ovan angivna brev se att han ansåg revolutionen den 19 augusti 1772 som inledningen på arbetet att göra Sverige helt oavhängigt Ryssland, och att det blir verkligt i och med denna freds undertecknande. Freden trädde också i kraft på revolutionsdagen den 19 augusti 1790, på dagen 18 år efter statskuppen.

## Artiklar i fredsavtalet[2]
Fredsfördraget bestod av åtta artiklar enligt följande;
- 1§ – Fred skall råda mellan rikena.
- 2§ – Inga gränsförändringar skulle göras med anledning av freden.
- 3§ – Trupper som befinner sig på andra partens territorium skall inom 14 dagar lämna dessa.
- 4§ – Samtliga krigsfångar skulle frigivas utan lösen.
- 5§ – Svenska örlogsfartyg som passerar ryska fästningar skall avge svensk lösen. Ryska örlogsfartyg som passerar svenska fästningar skall avge rysk lösen. Dessutom skall man fastställa hur ryska och svenska örlogsfartyg som möts till havs skall salutera varandra.
- 6§ – Svenska staten skulle årligen utan tull få föra ut spannmål för 20 000 rubler ur ryska hamnar
- 7§ – Bägge parter skall utse nya ambassadörer i respektive rike
- 8§ – Freden skall ratificeras inom 6 dagar för överenskommelsen.

Dessutom kan man i denna fred se att inget stadgas om Sveriges suveränitet eller statsskick, varför freden även innebar att Ryssland förlorade sin rätt från Freden i Nystad att lägga sig i svensk politik.